# Paula Embacher
Paula Embacher (* 10. Dezember 1908 in Wien; † 8. Oktober 1996 in Saalfelden, Salzburg) war eine österreichische Geodätin und die erste Ingenieurkonsulentin für Vermessungswesen.
Nach der Matura studierte sie an der TH Wien Vermessungswesen und schloss das Studium als erste österreichische Geodätin Anfang der 1940er mit der Standesbezeichnung Dipl.-Ing. ab. Als solche war sie in der Bundesvermessung tätig und heiratete 1944 den späteren Wiener Universitätsprofessor Wilhelm Embacher, mit dem sie drei Kinder hatte.
Im Jahr 1949 kurz nach der Geburt ihres dritten Kindes promovierte Paula Embacher – wiederum als erste Geodätin – mit einer Dissertation über die Gradmessung von Joseph Liesganig. Gleichzeitig mit ihr wurde auch ihr Mann Wilhelm mit einem Thema der Ausgleichsrechnung promoviert. Zu diesem seltenen Ereignis kam hinzu, dass auch der damalige TH-Rektor Friedrich Hopfner ein Geodät war und für die Eheleute und ihre Kinder einen Sondertermin im Juli 1949 ansetzte.
Ende der 1950er-Jahre erhielt sie (als Frau trotz einiger Widerstände) die Befugnis als Ingenieurkonsulentin für Vermessungswesen und gründete ein Ziviltechnikerbüro in Saalfelden, das sie 1964 nach der Habilitation ihres Mannes um eine Dependance in Wien-Alsergrund erweiterte.
Neben technischen und Katastervermessungen bearbeitete ihr Büro u. a. die Projektierung und Vermessung größerer Teile der Tauernautobahn. Um 1980 übergab sie die Kanzlei ihrem Sohn Gottfried Embacher, der sie bis heute weiterführt.

## Weitere Quellen
- Briefliche Notizen von Wilhelm Embacher
- Frauen in der Baubranche. Wirtschaftsverlag.at, 12. Jänner 2004.

| Personendaten    | Personendaten                  |
| ---------------- | ------------------------------ |
| NAME             | Embacher, Paula                |
| ALTERNATIVNAMEN  | Winklmayr, Paula (Geburtsname) |
| KURZBESCHREIBUNG | österreichische Geodätin       |
| GEBURTSDATUM     | 10. Dezember 1908              |
| GEBURTSORT       | Wien                           |
| STERBEDATUM      | 8. Oktober 1996                |
| STERBEORT        | Saalfelden, Salzburg           |